# Carphochaete durangensis
Carphochaete durangensis là một loài thực vật có hoa trong họ Cúc. Loài này được Grashoff ex B.L.Turner mô tả khoa học đầu tiên năm 1987.